# ريتا مارشال
ريتا مارشال (بالإنجليزية: Rita Marshall)‏ هي صحفية بريطانية، ولدت في 1934، وتوفيت في 2008.